# Hartmut Bossel
Hartmut Bossel (* 3. März 1935 in Braunschweig) ist ein deutscher Umweltforscher und Systemwissenschaftler.

## Leben und Wirken
Hartmut Bossel schloss 1961 sein Studium an der Technischen Universität Darmstadt als Diplom-Ingenieur für Maschinenbau in der Fachrichtung Luftfahrttechnik ab. Danach arbeitete er bis 1963 bei der Northrop Corporation in Los Angeles und wurde anschließend Wissenschaftlicher Assistent an der Universität von Kalifornien Berkeley, wo er 1967 zum Ph. D. der Ingenieurwissenschaften promoviert wurde. Von 1967 bis 1972 war er Professor of Mechanical Engineering an der Universität von Kalifornien Santa Barbara. Er ist Mitglied der Balaton Group.
Nach seiner Rückkehr nach Deutschland (1972) arbeitete er beim Fraunhofer-Institut für System- und Innovationsforschung (ISI) in Karlsruhe und ab 1978 beim Institut für Systemforschung und Prognose (ISP Eduard Pestel) in Hannover. 1979 wurde er als Professor an die Universität Kassel berufen. Bis 1997 war er dort Professor für Umweltsystemanalyse und Leiter des Wissenschaftlichen Zentrums für Umweltsystemforschung (CESR).
Der von ihm, Florentin Krause und Karl-Friedrich Müller-Reissmann 1980 veröffentlichte Bericht Energie-Wende – Wachstum und Wohlstand ohne Erdöl und Uran ist eines der ersten Werke, die den Begriff Energiewende in die öffentliche Diskussion brachten.
Hartmut Bossel ist seit 1961 verheiratet und hat drei Kinder. Er ist der ältere Bruder von Ulf Bossel.

## Wissenschaftliche Arbeit
Bossel betreibt seit 1972 Systemstudien und Computersimulationen zu Fragen der Nachhaltigkeit für die Bereiche Energieversorgung, globale Entwicklungsdynamik sowie land- und forstwirtschaftliche Entwicklung. Dabei untersucht er Simulationsmodelle komplexer dynamischer Systeme, des sozialen Wandels und zukünftiger Entwicklungen.
Bossel absolvierte mehrere Forschungsaufenthalte im Ausland, unter anderem in den USA, in Frankreich, in der Sowjetunion, in China, Indien, Malaysia, Indonesien und Neuseeland.

## Schriften
Bossel publizierte über 600 Arbeiten in wissenschaftlichen Zeitschriften und verfasste mehrere Lehrbücher.
- Modellbildung und Simulation. Konzepte, Verfahren und Modelle zum Verhalten dynamischer Systeme. Vieweg, Braunschweig, Wiesbaden o. J., ISBN 3-528-15242-7.
- Systems theory in the social sciences. Birkhäuser, Basel, Stuttgart 1976, ISBN 3-7643-0822-2.
- Energie richtig genutzt. Müller, Karlsruhe 1976, ISBN 3-7880-7073-0.
- Concepts and Tools of Computer-Assisted Policy Analysis. 3 Bände. Birkhäuser, Basel, Stuttgart 1977, ISBN 3-7643-0921-0, 3-7643-0922-9, 3-7643-0923-7.
- Bürgerinitiativen entwerfen die Zukunft. Fischer, Frankfurt am Main 1978, ISBN 3-596-24010-7.
- mit Florentin Krause, Karl-Friedrich Müller-Reissmann: Energie-Wende – Wachstum und Wohlstand ohne Erdöl und Uran. Fischer, Frankfurt am Main 1980, ISBN 3-10-007705-9.
- (Hrsg.): Ökologische Forschung. Wege zur verantworteten Wissenschaft. Müller, Karlsruhe 1981, ISBN 3-7880-9656-X.
- (Hrsg.): Wasser. Wie ein Element verschmutzt und verschwendet wird. Fischer, Frankfurt am Main 1982, ISBN 3-596-24056-5.
- (Hrsg.): Dynamik des Waldsterbens. Mathematisches Modell und Computersimulation. Springer, Berlin 1985, ISBN 3-540-15475-2.
- Umweltdynamik. te-wi, München 1985, ISBN 3-921803-36-5.
- Umweltwissen – Daten, Fakten und Zusammenhänge. Springer, Berlin, Heidelberg, New York 1990/1994, ISBN 3-540-57225-2.
- Simulation dynamischer Systeme. 2. Auflage. Vieweg, Braunschweig, Wiesbaden 1992, ISBN 3-528-14746-6.
- Globale Wende. Wege zu einem gesellschaftlichen und ökologischen Strukturwandel. Droemer Knaur, München 1998, ISBN 3-426-27044-7.
- Indicators for Sustainable Development – Theory, Method, Applications. IISD International Institute for Sustainable Development, Winnipeg, Manitoba, 1999, ISBN 1-895536-13-8.
- Systeme, Dynamik, Simulation – Modellbildung, Analyse und Simulation komplexer Systeme. Books on Demand, Norderstedt 2004, ISBN 3-8334-0984-3.
- Systemzoo 1 – Elementarsysteme, Technik und Physik. Books on Demand, Norderstedt 2004, ISBN 3-8334-1239-9.
- Systemzoo 2 – Klima, Ökosysteme und Ressourcen. Books on Demand, Norderstedt 2004, ISBN 3-8334-1240-2.
- Systemzoo 3 – Wirtschaft, Gesellschaft und Entwicklung. Books on Demand, Norderstedt 2004, ISBN 3-8334-1241-0.
- Systems and Models – Complexity, Dynamics, Evolution, Sustainability. Books on Demand, Norderstedt 2007, ISBN 978-3-8334-8121-5.